# Jogo em nuvem
Jogo em nuvem (em inglês cloud gaming) também chamado de jogo sob demanda (em inglês gaming on demand) é um conceito de jogo on-line utilizando computação em nuvem. Existem duas formas de jogo em nuvem, utilizando troca de arquivos ou em vídeo sob demanda.
O jogo em nuvem permite aos jogadores jogar em diversos dispositivos thin client independentemente do hardware que estiverem usando, pois todo o processamento é feito pelo servidor, o cliente apenas recebe as imagens do processamento e envia os botões de comando.

## História
O conceito foi demonstrado pela primeira vez pela G-cluster na E3 do ano 2000 como um serviço para dispositivos wi-fi, em 2005 a Crytek desenvolveu um projeto utilizando internet, que não foi à frente pelas limitações de velocidade de banda larga da época,em 2010 foi lançado o primeiro serviço comercial de jogo em nuvem, o OnLive. Em 2011 o Gaikai começa o seu beta, em 2012 a Sony Computer Entertainment compra a Gaikai e em 2013 anuncia seu serviço de jogo em nuvem PlayStation Now. Também em 2013 é lançado o GamingAnywhere, primeira plataforma de jogo em nuvem em código aberto. A partir de 2015, houve uma nova onda de empresas investindo na área de jogos em nuvem, iniciando com a Nvidia disponibilizando seu GeForce Now, para dispositivos Nvidia Shield e, posteriormente, dispositivos Windows e Mac em 2020. Em 2019, Google e Microsoft lançaram Stadia e Xbox Cloud Gaming, respectivamente, com o último ainda em Beta e posteriormente lançado para os usuários do Xbox Game Pass em certos países em 2021. Ainda em 2021, a Amazon também lançou seu serviço, Luna.

## Desafios para a popularização
Os pré-requisitos para uma boa experiência com jogos em nuvem criam diversos desafios para que a tecnologia se popularize ao redor do mundo. Primeiramente, a própria natureza da técnica, que faz a troca de informações sobre ações do jogador para o servidor e a partir daí, transmite a imagem de volta ao mesmo, requer que essa troca ocorra de forma extremamente veloz para produzir uma experiência agradável.  Desse modo, a viabilidade do uso de jogos em nuvem varia de acordo com a região e sua infraestrutura local de internet, que é desigual não só em nível internacional, mas também nacional e estadual.

## Expectativas para o futuro com o 5G
Apesar de todos os desafios, a disponibilidade dos serviços de jogos em nuvem ao redor do mundo tem se expandido ao longo do tempo. Uma das principais inovações que criam expectativas de que esse processo se acelere é a expansão das redes 5G no mundo. Elas permitem acesso muito mais veloz à internet assim como latência muito menor para diminuir o tempo de resposta, eliminando diversos dos impedimentos que hoje inibem a popularização dos jogos em nuvem.
No Brasil, essa expectativa também é demonstrada por empresas de telecomunicações locais, como a Claro, que aguarda a conclusão do leilão do 5G no país para seguir adiante com projetos como o de jogos em nuvem.

## Benefícios

### Para empresas
Jogos em nuvem trazem diversos benefícios para as empresas que investem nessa modalidade de serviço. Pelo fato do jogo rodar em um servidor e não em dispositivos locais distintos, não há a necessidade de fazer múltiplas versões do jogo para diferentes dispositivos, o que permite poupar custos de desenvolvimento. Além disso, por desassociar a capacidade de jogar do hardware que o jogador possui, a base de consumidores em potencial se torna muito maior, incluindo computadores, videogames e dispositivos móveis com as mais distintas capacidades computacionais. Por fim, por não necessitar de cópias físicas, também se reduz custos de logística e possibilidade de pirataria.

### Para consumidores
O fato do processamento deixar de ser feito localmente e passar a ser feito em servidores em nuvem é capaz de dar sobrevida a hardware mais antigo ou em processo de se tornar obsoleto. A Nintendo faz uso dessa característica para possibilitar o uso de jogos que não funcionariam com processamento local em seu videogame, o Nintendo Switch, disponibilizando jogos mais complexos através de processamento em nuvem.. Em adição, a técnica remove a necessidade de se comprar múltiplas versões de um mesmo jogo para tê-lo em mais de um dispositivo.